# Love and Rock and Roll
| Críticas profissionais | Críticas profissionais |
| Avaliações da crítica  | Avaliações da crítica  |
| Fonte                  | Avaliação              |
| ---------------------- | ---------------------- |
| Allmusic               | [ 1 ]                  |

Love and Rock & Roll é um álbum da banda californiana de pop rock The Greg Kihn Band. Foi lançado pelo selo EMI em formato vinyl, no ano de 1986.
O álbum ganhou notoriedade por ser o único álbum da banda a contar com o guitarrista Joe Satriani.
É deste álbum o single "Love and Rock & Roll" que atingiu a posição 92 na Billboard Hot 100 Esta música figura na posição #5 da lista de melhores músicas da The Greg Kihn Band elaborada pelo site ClassicRockHistory.com

## Faixas

### Lado A
A1.Love And Rock And Roll
		
A2.Little Rec Book
		
A3.Wild In Love With You
		
A4.Beat Of The Night
		
A5.Another Girl Another Planet

### Lado B
B1.Worst Job I Ever Had	
	
B2.Privilege

B3.Okay To Cry	
	
B4.Paint You A Picture	
	
B5.Pastures Of Green

## Créditos

### Músicos
- Greg Kihn - Vocais, guitarra rítmica
- Joe Satriani - guitarra
- Steve Wright - Baixo, Backing Vocals
- Tyler Eng - baterias, Backing Vocals
- Pat Mosca - teclados, Backing Vocals

### Outros
- Matthew King Kaufman - Produtor

## Paradas Musicais

### Singles
| Ano  | Single                 | US Hot 100 | Ref.  |
| ---- | ---------------------- | ---------- | ----- |
| 1986 | "Love and Rock & Roll" | # 92       | [ 3 ] |

## Ligações Externas
- discogs.com